# Ps (Unix)

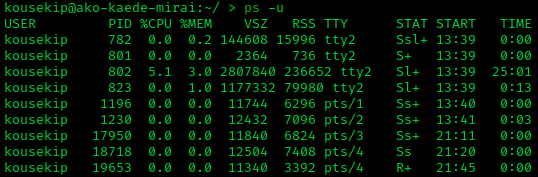
执行ps -u后的截图

在大多数类Unix操作系统中，ps程序（“process status”的简称）可以显示当前运行的进程。一个相关的Unix工具top则可以查看运行进程的实时信息。 
在Windows PowerShell中，ps是Get-Process cmdlet的预定义命令别名，它和Unix中的ps本质上是相同的。

## 示例
输出示例：
```
# ps

  
PID
 
TTY
          
TIME
 
CMD

 
7431
 
pts/0
    
00
:00:00
 
su

 
7434
 
pts/0
    
00
:00:00
 
bash

18585
 
pts/0
    
00
:00:00
 
ps

```

用户还可以利用ps命令和grep结合（参见pgrep和pkill命令）来查找一个进程的信息，例如它的进程ID：
```
$
 
# 查找`firefox-bin`的PID为2701

$
 
ps
 
-A
 
|
 
grep
 
firefox-bin

2701
 
?
        
22
:16:04
 
firefox-bin

```

或直接使用pgrep：
```
$
 
pgrep
 
-l
 
firefox-bin

2701
 
firefox-bin

```

查看以root用户运行的进程：
```
# ps -U root -u

USER
   
PID
  
%CPU
 
%MEM
    
VSZ
   
RSS
 
TT
  
STAT
 
STARTED
        
TIME
 
COMMAND
root
     
1
   
0
.0
  
0
.0
   
9436
   
128
  
-
  
ILs
  
Sun00AM
     
0
:00.12
 
/sbin/init
 
--

```

## 分解
| 列名           | 内容                           |
| -------------- | ------------------------------ |
| %CPU           | 进程正在使用多少个CPU          |
| %MEM           | 进程正在使用多少内存           |
| ADDR           | 进程的内存地址                 |
| C或CP          | CPU使用率和调度信息            |
| COMMAND*       | 进程名，包括参数（如果有的话） |
| NI             | nice值                         |
| F              | 标志                           |
| PID            | 进程ID                         |
| PPID           | 父进程ID                       |
| PRI            | 进程优先级                     |
| RSS            | 真实内存用量                   |
| S or STAT      | 进程状态码                     |
| START or STIME | 进程启动时间                   |
| SZ             | 虚拟内存用量                   |
| TIME           | 总CPU用量                      |
| TT或TTY        | 与进程相关的终端               |
| UID或USER      | 进程所有者的用户名             |
| WCHAN          | 进程所等待事件的内存地址       |

* = 通常被简写

## 选项
ps有很多选项。在支持SUS和POSIX标准的操作系统上，ps常以选项-ef运行，其中“-e”选择每一个（every）进程，“-f”指定“完整”（full）输出格式。这些系统上的另一个常见选项是-l，它指定“长”（long）输出格式。
由于历史原因，大多数源自BSD的系统无法接受SUS和POSIX的标准选项（例如，“e”或“-e”选项将显示环境变量）。在这样的系统中，ps常使用辅助非标准选项aux，其中“a”列出了一个终端上的所有进程，包括其他用户运行的，“x”列出所有没有控制终端的进程，“u”添加了一列显示每个进程的控制用户。需要注意的是，为了最大的兼容性，使用此语法时“aux”前没有“-”。此外，在aux之后添加“ww”可以显示进程的完整信息，包括所有的参数，例如“ps auxww”。